# أوي هاينيمان
أوي هاينيمان (بالألمانية: Uwe Heinemann)‏ هو عالم وعالم أعصاب ألماني، ولد في 17 فبراير 1944 في غينتين في ألمانيا، وتوفي في 8 سبتمبر 2016 في برلين في ألمانيا.